# Em Família (filme)
Em Família é um filme brasileiro de 1971, do gênero drama, dirigido por Paulo Porto.

## Sinopse
O casal de idosos, formado por Dona Lu e Seu Souza, mora no distrito de Paty do Alferes, numa casinha simples onde criaram os filhos. Porém os herdeiros do senhorio passam a exigir o reajuste do aluguel para um valor superior ao suportado pela modesta aposentadoria que recebem.
Para tentar contornar a situação, Souza chama os cinco filhos para uma reunião e pede ajuda. A mãe não se importa com a situação de penúria e contraria o marido ao gastar muito dinheiro para preparar os pratos preferidos de cada um.
Uma das filhas mora em Brasília e não comparece ao almoço. Jorge, o filho mais responsável e preocupado, vive num apartamento apertado no Rio de Janeiro, junto com a esposa Anita e a filha Suzana. Roberto, que não sabe o que é trabalho, passa seu tempo a jogar sinuca e beber cerveja às custas da irmã Neli, que mora num palacete mas está em crise no casamento e não vê possibilidade de ajudar os pais com o dinheiro do rico marido. Corinha mora num apartamento quarto e sala no Canindé, em São Paulo, com o marido e uma filha de colo.
Ao final, os filhos decidem que o melhor é separar os pais. Souza vai morar com Corinha em São Paulo e Dona Lu no Rio de Janeiro com Jorge. A saudade entre os dois aumenta, e o conflito com os filhos também.
Souza bate de frente com o genro e Corinha, mas encontra conforto na amizade que faz com o bombeiro aposentado Afonsinho, que é também presidente da associação de moradores local.
Tenta arranjar emprego, mas sua falta de habilidade e a idade avançada impedem que tenha sucesso.
No Rio de Janeiro Dona Lu e Suzana se desentendem, já que a neta perde seu quarto para a avó, e a compreensiva Anita vê sua relação com a sogra se desgastar pela convivência.
A umidade do rio Tietê deixa Souza doente. Quando o médico receita um clima mais seco, Corinha não perde tempo em sugerir que o pai se mude para Brasília, junto da irmã.
Dona Lu sabendo pela neta do plano do filho e nora de interná-la num asilo, se antecipa e pede a ambos que a internem, fingindo ser um desejo seu, mas exige segredo do marido.
Assim, os filhos resolvem dar um final de semana para o velho casal num hotel da praia de Copacabana. Os pais não comparecem ao jantar programado por todos e se separam na rodoviária, sob a promessa de logo voltarem a viver juntos, mas com a certeza muda de que jamais se verão novamente.

## Elenco
| Ator/Atriz          | Personagem |
| ------------------- | ---------- |
| Iracema de Alencar  | Dona Lu    |
| Rodolfo Arena       | Seu Souza  |
| Paulo Porto         | Jorge      |
| Odete Lara          | Neli       |
| Procópio Ferreira   | Afonsinho  |
| Anecy Rocha         | Corinha    |
| Fernanda Montenegro | Anita      |
| Elisa Fernandes     | Suzana     |
| Antero de Oliveira  | Roberto    |

## Prêmios
| Ano  | Premiação                                  | Categoria        | Recipiente         | Resultado | Ref.  |
| ---- | ------------------------------------------ | ---------------- | ------------------ | --------- | ----- |
| 1971 | Festival Internacional de Cinema de Moscou | Medalha de Prata | Paulo Porto        | Venceu    | [ 5 ] |
| 1971 | Prêmio Air France                          | Melhor Ator      | Procópio Ferreira  | Venceu    | [ 2 ] |
| 1971 | Coruja de Ouro                             | Melhor Ator      | Rodolfo Arena      | Venceu    | [ 2 ] |
| 1971 | Prêmio Governador do Estado                | Melhor Ator      | Rodolfo Arena      | Venceu    | [ 2 ] |
| 1971 | Prêmio Governador do Estado                | Melhor Atriz     | Iracema de Alencar | Venceu    | [ 2 ] |

## Adaptação
O filme ganhou uma adaptação para a televisão dentro do seriado Caso Especial, da TV Globo. O episódio intitulado "Domingo em Família" foi exibido em 22 de junho de 1983 e contou com Heloísa Mafalda e Jofre Soares como protagonistas.